# Димитров, Александр (политик)
Александр Димитров (макед. Александар Димитров; родился 29 ноября 1949, Скопье) — северомакедонский дипломат, министр иностранных дел (1998—2000).
Член партии «Демократическая альтернатива». При формировании правоцентристского коалиционного правительства Георгиевского в 1998 году получил пост министра иностранных дел. В январе 1999 года установил дипломатические отношения с Тайванем и посетил Тайбэй, после чего 9 февраля Пекин разорвал дипотношения с Республикой Македонией.